# Nezumia coheni
Nezumia coheni és una espècie de peix de la família dels macrúrids i de l'ordre dels gadiformes.

## Morfologia
- Els mascles poden assolir 40 cm de llargària total.[5][6]

## Hàbitat
És un peix d'aigües profundes que viu entre 710-1032 m de fondària.

## Distribució geogràfica
Es troba a Nova Caledònia, les Illes Kermadec i l'est d'Austràlia.